# Fanø (dokumentarfilm)
|  | Denne artikel er oprettet af botten Steenthbot ud fra en ekstern database. Den kan derfor have sproglige fejl eller mangler. Denne skabelon kan fjernes efter kontrol af indholdet. |

 For alternative betydninger, se Fanø (flertydig). (Se også artikler, som begynder med Fanø)
Fanø er en dansk dokumentarisk optagelse fra 1939.

## Handling
Esbjerg "Englandskajen": æg, fisk og bacon læsses, kul losses - Dokhavnen - Fanøfærgen - Nordby - Klitterne - Heden, med bistader - Sølvmåge og hedehøg - Agerlandet - Nordby - Sønderho - Gammel gård i Rindby (Strandgaarden) - Vesterhavsbadet og 'badevogne' - Rindby Strand - Øvelser med Redningsbåden.